# Plotermolen
De Plotermolen is een watermolen in de tot de Vlaams-Brabantse gemeente Ternat behorende plaats Sint-Katherina-Lombeek, gelegen aan de Sint-Katherinastraat 68.
Deze bovenslagmolen op de Molenbeek fungeerde als korenmolen.

## Geschiedenis
De molen bestond al in 1461. Omtrent de daaropvolgende eeuwen zijn er geen schriftelijke gegevens, omdat de archieven door de vele krijgshandelingen werden verwoest. In 1894 was er al sprake van een water- en stoomgraanmolen. Wellicht was de molen tot omstreeks 1974 in bedrijf, hij wisselde steeds van eigenaar en werd verbouwd tot woonhuis, wat zeker in 1984 al het geval was.

## Gebouw
Van de molen is het metalen bovenslagrad nog aanwezig, al is dit enigszins vervallen. Bij het gebouw bevindt zich een vierkante schoorsteen uit de tijd van het stoombedrijf.